# Юр'ївська волость (Павлоградський повіт)
Юр'ївська волость — історична адміністративно-територіальна одиниця Павлоградського повіту Катеринославської губернії.
Станом на 1886 рік складалася з 9 поселень, 10 сільських громад. Населення — 3273 осіб (1695 чоловічої статі та 1578 — жіночої), 510 дворових господарства.
|                     | Площа, десятин | У тому числі орної, дес. |
| ------------------- | -------------- | ------------------------ |
| Сільських громад    | 2067           | 1659                     |
| Приватної власності | 22492          | 5371                     |
| Іншої власності     | 204            | 120                      |
| Загалом             | 24763          | 7150                     |

Найбільші поселення волості:
- Юр'ївка — містечко при річці Мала Тернівка за 25 верст від повітового міста, 1173 особи, 213 дворів, православна церква, школа, земська станція, лавка. За 7 верст — залізнична станція Варварівка.
- Варварівка — село при річці Мала Тернівка, 187 осіб, 36 дворів, постоялий двір.
- Жемчужна — село при річці Мала Тернівка, 327 осіб, 64 дворів, постоялий двір.
- Кіндратівка (Бродська) — село при річці Мала Тернівка, 654 особи, 130 дворів.